# Даніло Піледжі
Даніло Піледжі (італ. Danilo Pileggi, нар. 18 січня 1958, Нікастро) — італійський футболіст, що грав на позиції півзахисника. По завершенні ігрової кар'єри — тренер.
Виступав, зокрема, за клуб «Торіно», «Болонью» та «Кальярі», а також молодіжну збірну Італії.

## Клубна кар'єра
Народився 18 січня 1958 року в Нікастро, тепер частина міста Ламеція-Терме. Вихованець футбольної школи клубу «Алессандрія». Дорослу футбольну кар'єру розпочав 1975 року в основній команді того ж клубу, в якій провів два сезони, взявши участь у 36 матчах чемпіонату.
1977 року перейшов в «Торіно», у складі якого 12 березня 1978 року дебютував у Серії А в матчі проти «Болоньї», в якому відзначився забитим голом. У 1978—1979 роках грав на правах оренди за «Асколі», після чого повернувся в «Торіно», де так і не став основним.
З 1980 року грав у Серії А за «Болонью» та «Кальярі», після чого 1983 року повернувся в «Торіно». Цього разу відіграв за туринську команду наступні чотири сезони своєї ігрової кар'єри, ставши віце-чемпіоном Італії в сезоні 1984/85
Протягом 1987—1990 років захищав кольори клубів Серії Б «Барлетта» та «Авелліно».
Завершив професійну ігрову кар'єру у клубі «Вігор Ламеція» з Серії С2, за команду якого виступав протягом 1990—1991 років.
За свою кар'єру він провів в цілому 173 матчів у Серії А (7 голів) і 95 матчів в Серії Б (3 голи).

## Виступи за збірну
Протягом 1978—1979 років залучався до складу молодіжної збірної Італії і взяв участь у молодіжному чемпіонаті Європи 1980 року. На молодіжному рівні зіграв у 8 офіційних матчах.

## Кар'єра тренера
Розпочав тренерську кар'єру, повернувшись до футболу після тривалої перерви, 2004 року як тренер молодіжної команди клубу «Лаціо».
Перед сезоном 2006/07 став головним тренером команди Серії С2 «Беневенто», але покинув команду з Беневенто вже 31 жовтня того ж року. Після цього у 2008–2009 роках очолював дублюючий склад «Беневенто».
2010 року став асистентом співвітчизника Джузеппе Доссени в ефіопському «Сент-Джорджі», а після уходу Доссени у 2011 році Піледжі став головним тренером команди, з якою став чемпіоном Ефіопії в сезоні 2011/12.

## Досягнення
- Чемпіон Ефіопії: 2011/12